# Andrej Kramarić
Andrej Kramarić (phát âm tiếng Serbia-Croatia: [ǎndrej krǎmaritɕ]; sinh ngày 19 tháng 6 năm 1991) là cầu thủ bóng đá người Croatia hiện đang chơi ở vị trí tiền đạo cho 1899 Hoffenheim và Đội tuyển bóng đá quốc gia Croatia.

## Phong cách chơi bóng
Kramarić chơi như 1 hộ công phía sau trung phong cắm hoặc chơi như 1 tiền vệ tấn công và chờ đợi bóng, với tốc độ và khả năng làm bóng tốt, Kramarić có thể quấy phá hàng thủ đối phương cùng khả năng dứt điểm từ xa chính xác. Ngoài ra khả năng chơi bóng độc lập với lối chơi dạt biên sẽ đưa ra những cú tạt bóng chính xác vào tuyến trong.
Huấn luyện viên của FC Bayern Munich ông Niko Kovač đã so sánh anh với Davor Šuker, huyền thoại của bóng đá Croatia một thời.

## Thống kê sự nghiệp

### Câu lạc bộ
Tính đến 18 tháng 5 năm 2024
| Câu lạc bộ               | Mùa giải            | Giải đấu            | Giải đấu | Giải đấu | Cúp quốc gia | Cúp quốc gia | Cúp liên đoàn | Cúp liên đoàn | Châu lục | Châu lục | Khác | Khác | Tổng cộng | Tổng cộng |
| Câu lạc bộ               | Mùa giải            | Hạng                | Trận     | Bàn      | Trận         | Bàn          | Trận          | Bàn           | Trận     | Bàn      | Trận | Bàn  | Trận      | Bàn       |
| ------------------------ | ------------------- | ------------------- | -------- | -------- | ------------ | ------------ | ------------- | ------------- | -------- | -------- | ---- | ---- | --------- | --------- |
| Dinamo Zagreb            | 2008–09             | Prva HNL            | 1        | 0        | —            | —            | —             | —             | —        | —        | —    | —    | 1         | 0         |
| Dinamo Zagreb            | 2009–10             | Prva HNL            | 24       | 7        | 5            | 4            | —             | —             | 5        | 0        | —    | —    | 34        | 11        |
| Dinamo Zagreb            | 2010–11             | Prva HNL            | 12       | 1        | 3            | 4            | —             | —             | 2        | 0        | —    | —    | 17        | 5         |
| Dinamo Zagreb            | 2011–12             | Prva HNL            | 1        | 0        | 2            | 1            | —             | —             | —        | —        | —    | —    | 3         | 1         |
| Dinamo Zagreb            | 2013–14             | Prva HNL            | 4        | 2        | —            | —            | —             | —             | 3        | 1        | 1    | 0    | 8         | 3         |
| Dinamo Zagreb            | Tổng cộng           | Tổng cộng           | 42       | 10       | 10           | 9            | —             | —             | 10       | 1        | 1    | 0    | 63        | 20        |
| Lokomotiva Zagreb (mượn) | 2011–12             | Prva HNL            | 13       | 5        | —            | —            | —             | —             | —        | —        | —    | —    | 13        | 5         |
| Lokomotiva Zagreb (mượn) | 2012–13             | Prva HNL            | 31       | 15       | 6            | 4            | —             | —             | —        | —        | —    | —    | 37        | 19        |
| Lokomotiva Zagreb (mượn) | Tổng cộng           | Tổng cộng           | 44       | 20       | 6            | 4            | —             | —             | —        | —        | —    | —    | 50        | 24        |
| Rijeka                   | 2013–14             | Prva HNL            | 24       | 16       | 6            | 10           | —             | —             | 4        | 1        | —    | —    | 34        | 27        |
| Rijeka                   | 2014–15             | Prva HNL            | 18       | 21       | —            | —            | —             | —             | 12       | 7        | 1    | 0    | 31        | 28        |
| Rijeka                   | Tổng cộng           | Tổng cộng           | 42       | 37       | 6            | 10           | —             | —             | 16       | 8        | 1    | 0    | 65        | 55        |
| Leicester City           | 2014–15             | Premier League      | 13       | 2        | 2            | 1            | —             | —             | —        | —        | —    | —    | 15        | 3         |
| Leicester City           | 2015–16             | Premier League      | 2        | 0        | —            | —            | 3             | 1             | —        | —        | —    | —    | 5         | 1         |
| Leicester City           | Tổng cộng           | Tổng cộng           | 15       | 2        | 2            | 1            | 3             | 1             | —        | —        | —    | —    | 20        | 4         |
| TSG Hoffenheim (mượn)    | 2015–16             | Bundesliga          | 15       | 5        | —            | —            | —             | —             | —        | —        | —    | —    | 15        | 5         |
| TSG Hoffenheim           | 2016–17             | Bundesliga          | 34       | 15       | 2            | 3            | —             | —             | —        | —        | —    | —    | 36        | 18        |
| TSG Hoffenheim           | 2017–18             | Bundesliga          | 34       | 13       | 2            | 0            | —             | —             | 6        | 0        | —    | —    | 42        | 13        |
| TSG Hoffenheim           | 2018–19             | Bundesliga          | 30       | 17       | 1            | 0            | —             | —             | 6        | 5        | —    | —    | 37        | 22        |
| TSG Hoffenheim           | 2019–20             | Bundesliga          | 19       | 12       | 1            | 0            | —             | —             | —        | —        | —    | —    | 20        | 12        |
| TSG Hoffenheim           | 2020–21             | Bundesliga          | 28       | 20       | 2            | 3            | —             | —             | 4        | 2        | —    | —    | 34        | 25        |
| TSG Hoffenheim           | 2021–22             | Bundesliga          | 32       | 6        | 3            | 2            | —             | —             | —        | —        | —    | —    | 35        | 8         |
| TSG Hoffenheim           | 2022–23             | Bundesliga          | 32       | 12       | 2            | 0            | —             | —             | —        | —        | —    | —    | 34        | 12        |
| TSG Hoffenheim           | 2023–24             | Bundesliga          | 30       | 15       | 1            | 2            | —             | —             | —        | —        | —    | —    | 31        | 17        |
| TSG Hoffenheim           | Tổng cộng           | Tổng cộng           | 254      | 115      | 14           | 10           | —             | —             | 16       | 7        | —    | —    | 284       | 132       |
| Tổng cộng sự nghiệp      | Tổng cộng sự nghiệp | Tổng cộng sự nghiệp | 397      | 184      | 38           | 34           | 3             | 1             | 42       | 16       | 2    | 0    | 482       | 235       |

### Quốc tế
Tính đến ngày 24 tháng 6 năm 2024
| Đội tuyển quốc gia | Năm       | Trận | Bàn |
| ------------------ | --------- | ---- | --- |
| Croatia            | 2014      | 4    | 2   |
| Croatia            | 2015      | 5    | 1   |
| Croatia            | 2016      | 10   | 2   |
| Croatia            | 2017      | 8    | 3   |
| Croatia            | 2018      | 15   | 4   |
| Croatia            | 2019      | 4    | 1   |
| Croatia            | 2020      | 4    | 1   |
| Croatia            | 2021      | 15   | 2   |
| Croatia            | 2022      | 16   | 6   |
| Croatia            | 2023      | 8    | 5   |
| Croatia            | 2024      | 7    | 2   |
| Tổng cộng          | Tổng cộng | 96   | 29  |

#### Bàn thắng quốc tế
Tính đến ngày 19 tháng 6 năm 2024.
| #  | Ngày                 | Địa điểm                                                   | Số trận | Đối thủ     | Bàn thắng | Kết quả | Giải đấu                      |
| -- | -------------------- | ---------------------------------------------------------- | ------- | ----------- | --------- | ------- | ----------------------------- |
| 1  | 9 tháng 9 năm 2014   | Sân vận động Maksimir, Zagreb, Croatia                     | 2       | Malta       | 2–0       | 2–0     | Vòng loại UEFA Euro 2016      |
| 2  | 13 tháng 10 năm 2014 | Sân vận động Gradski vrt, Osijek, Croatia                  | 3       | Azerbaijan  | 1–0       | 6–0     | Vòng loại UEFA Euro 2016      |
| 3  | 7 tháng 6 năm 2015   | Sân vận động Anđelko Herjavec, Varaždin, Croatia           | 6       | Gibraltar   | 4–0       | 4–0     | Giao hữu                      |
| 4  | 27 tháng 5 năm 2016  | Sân vận động Koprivnica, Koprivnica, Croatia               | 10      | Moldova     | 1–0       | 1–0     | Giao hữu                      |
| 5  | 15 tháng 11 năm 2016 | Windsor Park, Belfast, Bắc Ireland                         | 18      | Bắc Ireland | 3–0       | 3–0     | Giao hữu                      |
| 6  | 9 tháng 10 năm 2017  | Sân vận động Olympic, Kyiv, Ukraina                        | 25      | Ukraina     | 1–0       | 2–0     | Vòng loại FIFA World Cup 2018 |
| 7  | 9 tháng 10 năm 2017  | Sân vận động Olympic, Kyiv, Ukraina                        | 25      | Ukraina     | 2–0       | 2–0     | Vòng loại FIFA World Cup 2018 |
| 8  | 9 tháng 11 năm 2017  | Sân vận động Maksimir, Zagreb, Croatia                     | 26      | Hy Lạp      | 4–1       | 4–1     | Vòng loại FIFA World Cup 2018 |
| 9  | 8 tháng 6 năm 2018   | Sân vận động Gradski vrt, Osijek, Croatia                  | 31      | Sénégal     | 2–1       | 2–1     | Giao hữu                      |
| 10 | 7 tháng 7 năm 2018   | Sân vận động Olympic Fisht, Sochi, Nga                     | 36      | Nga         | 1–1       | 2–2     | FIFA World Cup 2018           |
| 11 | 16 tháng 11 năm 2018 | Sân vận động Maksimir, Zagreb, Croatia                     | 41      | Tây Ban Nha | 1–0       | 3–2     | UEFA Nations League 2018–19   |
| 12 | 18 tháng 11 năm 2018 | Sân vận động Wembley, London, Anh                          | 42      | Anh         | 1–0       | 1–2     | UEFA Nations League 2018–19   |
| 13 | 21 tháng 3 năm 2019  | Sân vận động Maksimir, Zagreb, Croatia                     | 43      | Azerbaijan  | 1–1       | 2–1     | Vòng loại UEFA Euro 2020      |
| 14 | 11 tháng 10 năm 2020 | Sân vận động Maksimir, Zagreb, Croatia                     | 44      | Thụy Điển   | 2–1       | 2–1     | UEFA Nations League 2020–21   |
| 15 | 11 tháng 10 năm 2021 | Sân vận động Gradski vrt, Osijek, Croatia                  | 63      | Slovakia    | 1–1       | 2–2     | Vòng loại FIFA World Cup 2022 |
| 16 | 11 tháng 11 năm 2021 | Sân vận động quốc gia, Ta' Qali, Malta                     | 64      | Malta       | 7–1       | 7–1     | Vòng loại FIFA World Cup 2022 |
| 17 | 26 tháng 3 năm 2022  | Sân vận động Thành phố Giáo dục, Al Rayyan, Qatar          | 66      | Slovenia    | 1–0       | 1–1     | Giao hữu                      |
| 18 | 29 tháng 3 năm 2022  | Sân vận động Thành phố Giáo dục, Al Rayyan, Qatar          | 67      | Bulgaria    | 2–1       | 2–1     | Giao hữu                      |
| 19 | 6 tháng 6 năm 2022   | Sân vận động Poljud, Split, Croatia                        | 69      | Pháp        | 1–1       | 1–1     | UEFA Nations League 2022–23   |
| 20 | 16 tháng 11 năm 2022 | Sân vận động Hoàng tử Faisal bin Fahd, Riyadh, Ả Rập Xê Út | 74      | Ả Rập Xê Út | 1–0       | 1–0     | Giao hữu                      |
| 21 | 27 tháng 11 năm 2022 | Sân vận động Quốc tế Khalifa, Al Rayyan, Qatar             | 76      | Canada      | 1–1       | 4–1     | FIFA World Cup 2022           |
| 22 | 27 tháng 11 năm 2022 | Sân vận động Quốc tế Khalifa, Al Rayyan, Qatar             | 76      | Canada      | 3–1       | 4–1     | FIFA World Cup 2022           |
| 23 | 25 tháng 3 năm 2023  | Sân vận động Poljud, Split, Croatia                        | 82      | Wales       | 1–0       | 1–1     | Vòng loại UEFA Euro 2024      |
| 24 | 14 tháng 6 năm 2023  | De Kuip, Rotterdam, Hà Lan                                 | 84      | Hà Lan      | 1–1       | 4–2     | UEFA Nations League 2022–23   |
| 25 | 8 tháng 9 năm 2023   | Sân vận động Rujevica, Rijeka, Croatia                     | 86      | Latvia      | 4–0       | 5–0     | Vòng loại UEFA Euro 2024      |
| 26 | 11 tháng 9 năm 2023  | Sân vận động Cộng hòa Vazgen Sargsyan, Yerevan, Armenia    | 87      | Armenia     | 1–0       | 1–0     | Vòng loại UEFA Euro 2024      |
| 27 | 18 tháng 11 năm 2023 | Sân vận động Skonto, Riga, Latvia                          | 88      | Latvia      | 2–0       | 2–0     | Vòng loại UEFA Euro 2024      |
| 28 | 26 tháng 3 năm 2024  | Sân vận động Misr, Cairo, Ai Cập                           | 91      | Ai Cập      | 3–1       | 4–1     | Giao hữu                      |
| 29 | 19 tháng 6 năm 2024  | Volksparkstadion, Hamburg, Đức                             | 95      | Albania     | 1–1       | 2–2     | UEFA Euro 2024                |

## Các danh hiệu
Dinamo Zagreb
- Croatian First League: 2009–10, 2010–11
- Croatian Cup: 2010–11
- Croatian Super Cup: 2013

Rijeka
- Croatian Cup: 2013–14
- Croatian Super Cup: 2014

Croatia
- Á quân FIFA World Cup: 2018[11]
- Hạng ba FIFA World Cup: 2022
- Á quân UEFA Nations League: 2023

Individual
- Prva HNL Player of the Year: 2014[12]
- Football Oscar Team of the Year: 2013, 2014
- Ivica Jobo Kurtini Award: 2014[13]
- Croatian First League Top Scorer: 2014–15
- Hoffenheim Player of the Season: 2016–17